# 皮拉茹 (巴西)
皮拉茹是巴西圣保罗州的一个市镇。总面积505.225平方公里，总人口29398人，人口密度58.2人/平方公里。